# Shanghai Petrochemical
Shanghai Petrochemical (chinois : 上海石化 ; pinyin : Shànghǎi shíhuà) est une filiale de Sinopec spécialisée dans la pétrochimie. Elle fait partie de l'indice boursier SSE 50.
1. ↑  « https://www.hkex.com.hk/eng/invest/company/profile_page_e.asp?WidCoID=0338&WidCoAbbName=&Month=&langcode=e »